# Aranka Kops
Aranka Kops (* 8. Oktober 1995) ist eine niederländische Steuerfrau im Rudern.

## Sportliche Karriere
Aranka Kops steuerte in der Saison 2019 den niederländischen Achter der Männer. Bei den Europameisterschaften in Luzern erreichten Vincent van der Want, Boudewijn Röell, Jasper Tissen, Ruben Knab, Mechiel Versluis, Bram Schwarz, Bjorn van den Ende, Robert Lücken und Aranka Kops den dritten Platz hinter dem Deutschland-Achter und den Briten. Beim Finale des Ruder-Weltcups in Rotterdam siegten die Briten vor den Deutschen und den Neuseeländern, das Ruderer aus dem Gastgeberland kamen als Vierte ins Ziel. Bei den Weltmeisterschaften in Linz siegte der Deutschland-Achter vor den Niederländern und den Briten. Der niederländische Achter war gegenüber den Europameisterschaften auf einigen Positionen umbesetzt und ruderte mit Bjorn van den Ende, Ruben Knab, Jasper Tissen, Simon van Dorp, Maarten Hurkmans, Bram Schwarz, Mechiel Versluis, Robert Lücken und Aranka Kops. Bei den Europameisterschaften 2020 gewann sie mit dem niederländischen Achter die Bronzemedaille hinter den Booten aus Deutschland und Rumänien.